# Carmen Sílvia Zickel
Carmen Sílvia Zickel (1962) es una botánica, y profesora brasileña.
En 1985, obtuvo una licenciatura en biología, por la Universidad Estatal de Campinas; para obtener la maestría en biología vegetal, defendió la tesis Revisión taxonómica del gênero Lamanonia Vell (Cunoniaceae), en 1981; y, el doctorado por la misma casa de altos estudios, en 1995.
Desarrolla actividades académicas e investigativas en la Associação Plantas do Nordeste, APN; Museu Paraense Emílio Goeldi, MPEG; Universidad Federal Rural de Pernambuco, UFRPE.

## Algunas publicaciones
- e.b. Almeida, j.s. Araujo, f.s. Santos Filho, carmen s. Zickel. 2013. Leaf morphology and anatomy of Manilkara Adans. (Sapotaceae) from Northeastern Brazil Plant Systematics and Evolution. Plant Systematics and Evolution 299: 1-9
- f.s. Santos Filho, e.b. Almeida, carmen s. Zickel. 2013. Do edaphic aspects interfere in the structure of the. Acta Botanica Brasílica 27: 120- 132
- e.g. Moura Jr., liliane Ferreira Lima, s.s.l. Silva, r.m.s. Paiva, f.a. Ferreira, carmen sílvia Zickel, a. Pott. 2013. Aquatic macrophytes of Northeastern Brazil: Checklist, richness, distribution and life forms. Check List (São Paulo) 9: 298-312
- e.b. Almeida, f.s. Santos Filho, carmen s. Zickel. 2012. Conserving species of the Manilkara spp. threatened with extinction in vegetation fragments in Ecotone zones. Int. J. of Biodiversity and Conservation 4: 113-117
- e.b. Almeida, carmen s. Zickel. 2012. Análise fitossociológica do estrato arbustivo-arbóreo de uma floresta de restinga no Rio Grande do Norte. Agrária (Recife) 7: 286-291
- e.e. Santo-Silva, w.r. Almeida, f.p.l. Melo, carmen s. Zickel, marcelo Tabarelli. 2012. The Nature of Seedling Assemblages in a Fragmented Tropical Landscape: Implications for Forest Regeneration. Biotropica (Lawrence, KS) 10: 1-9-9

Citações:13
- james Cantarelli, e.b. Almeida, f.s. Santos Filho, carmen s. Zickel. 2012. Tipos fisionomicos e florística da restinga da APA de Guadalupe, Pernambuco, Brasil. Ínsula (Florianópolis) 41: 95-117

### Capítulos de libros
- james Cantarelli, e.b. Almeida, carmen s. Zickel. 2012. Descrição da estrutura de uma vegetação de restinga da área de proteção ambiental (APA) de Gualalupe, litoral sul de Pernambuco. En: ana carla Asfora El-Deir, geraldo jorge Barbosa Moura, elcida de Lima Araújo (orgs.) 2012 Ecologia e conservação de ecossistemas no Nordeste do Brasil. 1ª ed. Recife: Nupeea 1: 49-68
- carmen s. Zickel, a.v. Santos, e.b. Almeida, marcelo Tabarelli. 2012. Estrutura e riqueza de espécies lenhosas em áreas de tabuleiro arenoso do Rio Grande do Norte, Nodeste do Brasil. En: ana carla Asfora El-Deir, geraldo jorge Barbosa Moura, elcida de Lima Araújo (orgs.) Ecologia e conservação de ecossistemas no Nordeste do Brasil. 1ª ed. Recife: Nupeea 1: 69-88

### Revisión de publicaciones
- 2004 - actual, Periódico: Acta Botanica Brasilica
- 2006 - actual, Periódico: Hoehnea (São Paulo)
- 2003 - actual, Periódico: Revista Brasileira de Botânica
- 2007 - actual, Periódico: Rodriguesia
- 2006 - actual, Periódico: Revista Árvore
- 2006 - actual, Periódico: Acta Amazónica

## Reconocimientos
- Becaria del Consejo Nacional de Desarrollo Científico y Tecnológico, CNPq, Brasil[3]

## Membresías
- de la Sociedad Botánica del Brasil[4]
- Plantas do Nordeste[5]